# Епархия Букобы
Епархия Букобы (лат. Dioecesis Bukobaënsis) — епархия Римско-Католической церкви с центром в городе Букоба, Танзания. Епархия Букобы входит в митрополию Мванзы. Кафедральным собором епархии Букобы является церковь Пресвятой Девы Марии Mater Misericordiae.

## История
13 декабря 1951 года Римский папа Пий XII издал буллу «Ob divinitus», которой учредил апостольский викариат Нижней Кагеры, выделив его из апостольского викариата Букобы (сегодня — епархия Руленге-Нгары).
25 марта 1953 года Римский папа Пий XII издал буллу «Quemadmodum ad Nos», которой преобразовал апостольский викариат Нижней Кагеры в епархию Рутабо. Первоначально епархия Рутабо являлась суффраганной по отношению к архиепархии Таборы.
21 июня 1960 года Священная Конгрегация Пропаганды Веры издала декрет «Eminentissimus», в соответствии с которым епархия увеличилась за счёт приобретения части территории от прежней епархии Букобы. Территория включала город Букобу, куда была перенесена кафедра епископа Рутабо. Следовательно, епархия получила своё нынешнее название, в то время как кафедра епархии Букобы была перенесена в Руленге.
18 ноября 1987 года епархия Букобы вошла в состав церковной провинции Мванзы.

## Ординарии епархии
- епископ Лауреан Ругамбва (13.12.1951 — 19.12.1968), назначен архиепископом Дар-эс-Салама;
- епископ Placidus Gervasius Nkalanga, O.S.B. (6.03.1969 — 26.11.1973);
- епископ Nestorius Timanywa (26.11.1973 — 15.01.2013);
- епископ Desiderius M. Rwoma (15.01.2013 — по настоящее время).